# Frankie Manning
Frankie Manning (Jacksonville, 26 maggio 1914 – 27 aprile 2009) è stato un ballerino statunitense.
Ballerino di Lindy Hop, di cui è innovatore e coreografo, inizia a ballare ancora adolescente all'Alhambra Ballroom in Harlem, New York, per poi approdare al Savoy Ballroom, dove le più grandi orchestre swing degli anni trenta si sfidavano davanti a migliaia di ballerini scatenati.

## Biografia
Frankie muove i primi passi ispirandosi alla prima generazione di lindyhoppers, guidata da George "Shorty" Snowden e Leroy "Stretch" Jones, per poi acquisire il suo inconfondibile stile che gli permetterà di sconfiggere i suoi maestri nelle agguerrite gare di ballo che si svolgevano al Savoy. È l'artefice di numerose innovazioni stilistiche, con le sue acrobazie e la tipica posizione del corpo con il busto inclinato in avanti.
Il Savoy Style è una sua creazione. Viaggiando per il mondo come coreografo e ballerino della compagnia Whitey's Lindy Hoppers, nel periodo che va dalla fine degli anni '30 ai primi anni quaranta del secolo scorso, ha contribuito grandemente alla diffusione del lindy hop.
Sua è la famosissima scena di ballo nel film Helzapoppin' (1941), numerose le partecipazioni in film Mannhattan Merry-Go-Round (1937), Jittering Jitterbugs (1938), Hot Chocolates (1941), Radio City Revels (193?) Killer Diller (1948), Malcolm X (1992), Stomping at the Savoy (1993) e documentari (The Spirit Moves, Call Of The Jitterbug, 20/20 - Back into Swing 7/23/89 National Geographic: Jitterbug, Swingin' at the Savoy, Can't Top the Lindy Hop).
Negli anni cinquanta, con il declino della danza swing, completamente soppiantata dal rock and roll, Frankie abbandona le scene e lavora in un ufficio postale per oltre trent'anni. Nel 1987 all'età di 72 anni, incoraggiato dal Erin Stevens, riprende l'attività d'insegnamento e cura le coreografie di Black&Blue, messo in scena a Broadway. Nei primi anni novanta è consulente di Spike Lee per il film Malcolm X.
Grazie al suo ritorno negli anni Ottanta, il Lindy Hop riprese vita diffondendosi a macchia d'olio dagli Stati Uniti ad Europa, ed oggi anche in Australia ed Asia. Nominato ambasciatore del Lindy Hop, Manning continuò ad insegnare ed a presenziare i numerosi festival, workshop ed eventi sui balli Swing fino alla sua morte diventando una fonte di ispirazione e un punto di riferimento per i ballerini di tutto il mondo.
Frankie Manning muore il 27/04/2009 alle 7 ora di NY dopo alcuni giorni di ricovero a causa di una polmonite.